# Ważki Wysp Zielonego Przylądka
Ważki Wysp Zielonego Przylądka, odonatofauna Wysp Zielonego Przylądka – ogół taksonów owadów z rzędu ważek (Odnonata), których występowanie stwierdzono na Wyspach Zielonego Przylądka, tożsamych z Republiką Zielonego Przylądka.
| Nazwa naukowa                                  | Nazwa zwyczajowa   | Rodzina     | Wyspy                                                                                | Zagrożenie wg IUCN |
| ---------------------------------------------- | ------------------ | ----------- | ------------------------------------------------------------------------------------ | ------------------ |
| Lestes pallidus                                |                    | pałątkowate | São Vicente, Sal, Boa Vista                                                          | [ 2 ]              |
| Agriocnemis exilis                             |                    | łątkowate   | Boa Vista                                                                            | [ 3 ]              |
| Ischnura senegalensis                          |                    | łątkowate   | São Vicente, Boa Vista                                                               | [ 4 ]              |
| Pseudagrion glaucescens                        |                    | łątkowate   | Sao Vicente (doniesienie niepewne)                                                   | [ 5 ]              |
| Anax ephippiger                                | husarz wędrowny    | żagnicowate | Santo Antão, Boa Vista, Maiao                                                        | [ 6 ]              |
| Anax imperator                                 | husarz władca      | żagnicowate | Santo Antão, São Vicente, São Nicolau, Boa Vista, Fogo, São Tiago, Maiao             | [ 7 ]              |
| Anax speratus                                  |                    | żagnicowate | Santo Antão                                                                          | [ 8 ]              |
| Anax tristis                                   |                    | żagnicowate | Santo Antão                                                                          | [ 9 ]              |
| Brachythemis leucosticta (oznaczenie niepewne) |                    | ważkowate   | São Vicente (doniesienie niepewne)                                                   | [ 10 ]             |
| Crocothemis erythraea                          | szafranka czerwona | ważkowate   | Santo Antão, São Vicente, São Nicolau, Sal, Boa Vista, Brava, Fogo, São Tiago, Maiao | [ 11 ]             |
| Orthetrum trinacria                            |                    | ważkowate   | Santo Antão, São Vicente, São Nicolau, Boa Vista, Brava, São Tiago, Maiao            | [ 12 ]             |
| Pantala flavescens                             | nomadka żółtawa    | ważkowate   | Santo Antão, São Vicente, São Nicolau, Boa Vista, Brava, Fogo, São Tiago, Maiao      | [ 13 ]             |
| Sympetrum fonscolombii                         | szablak wędrowny   | ważkowate   | Santo Antão, São Vicente, São Nicolau, Sal, Boa Vista, São Tiago                     | [ 14 ]             |
| Tramea limbata                                 |                    | ważkowate   | Boa Vista                                                                            | [ 15 ]             |
| Trithemis annulata                             |                    | ważkowate   | Santo Antão, São Vicente, São Nicolau, Boa Vista, Brava, Fogo, São Tiago, Maiao      | [ 16 ]             |
| Zygonyx torridus                               |                    | ważkowate   | Santo Antão, São Nicolau, Brava, Fogo, São Tiago                                     | [ 17 ]             |